# TVR Chimaera
Der TVR Chimaera ist ein offener, zweisitziger Sportwagen, den TVR in Blackpool (England) von 1992 bis 2003 herstellte. Der Name ist von der Chimäre, einem Ungeheuer der griechischen Mythologie, das aus Teilen verschiedener Tiere zusammengesetzt ist, hergeleitet.
Der Wagen hat den gleichen Gitterrohrrahmen und die gleichen Varianten des Rover-V8-Motors wie der Griffith. Der Chimaera sollte ein Reisewagen sein und war daher länger, hatte mehr Platz und eine etwas weichere Abstimmung als der Griffith.

## Daten

### Motor
- 90°-V8, Motorblock aus Aluminium

| Modell  | Hubraum [cm³] | B × H [mm] | Leistung [kW / PS] | max. Drehmoment [Nm][/min] | Höchstgeschwindigkeit [km/h] | Beschleunigung, 0–100 km/h [s] | Beschleunigung, 0–160 km/h [s] |
| ------- | ------------- | ---------- | ------------------ | -------------------------- | ---------------------------- | ------------------------------ | ------------------------------ |
| 4,0     | 3950          | 94 × 71    | 179 / 243          | 366 bei 4000               | 228                          | 5,3                            | 14,2                           |
| 4,0 HC* | 3950          |            | 205 / 279          | 414                        | 245                          | 4,7                            | 12,1                           |
| 4,3     | 4280          |            | 209 / 284          | 414 bei 4000               | 253                          | 4,6                            | 11,3                           |
| 4,5     | 4495          | 94 × 82    | 213 / 300          | 420                        | 253                          | 4,6                            | 11,2                           |
| 5,0     | 4988          | 94 × 90    | 254 / 345          | 434                        | 261                          | 4,1                            | 10,5                           |

*) High Compression

### Radaufhängung
Alle Räder waren einzeln an ungleich langen Querlenkern mit Schraubenfedern und Gasdruckstoßdämpfern aufgehängt. Beide Achsen waren mit Stabilisatoren versehen.
Die Bodenfreiheit betrug ca. 127 mm.

### Bremsen
Die vorderen, innenbelüfteten Scheibenbremsen hatten 260 mm Durchmesser, die hinteren Scheibenbremsen 273 mm Durchmesser. Es handelte sich um ein Zweikreis-Servobremssystem. Der Handbremshebel wirkte über ein Seil auf die Hinterräder.

### Lenkung
- Die Zahnstangenlenkung mit verstellbarer Lenksäule gab es auf Wunsch mit Servo.
- Von Rechts- bis Linksanschlag gab es bei der Servolenkung 2,2 Umdrehungen, bei der nicht servounterstützten 2,5 Umdrehungen.
- Das Lenkrad hatte einen Durchmesser von 350 mm und war mit Leder bezogen, es gab aber auf Wunsch auch andere Lenkräder. Serienmäßig kam das Lenkrad von Personal, wie bei den meisten anderen TVR-Modellen.

### Sonderausstattungen ab Werk
- Servolenkung
- Klimaanlage
- Lautsprecher hinten
- CD-Wechsler für 6 CDs
- Lederausstattung
- Sitzheizung
- Holzlenkrad mit verchromten Speichen
- Wollteppiche
- goldene Embleme
- Sieben-Speichen-Griffith-500-Räder (Serienausstattung beim 5,0 l)

## Galeriebilder

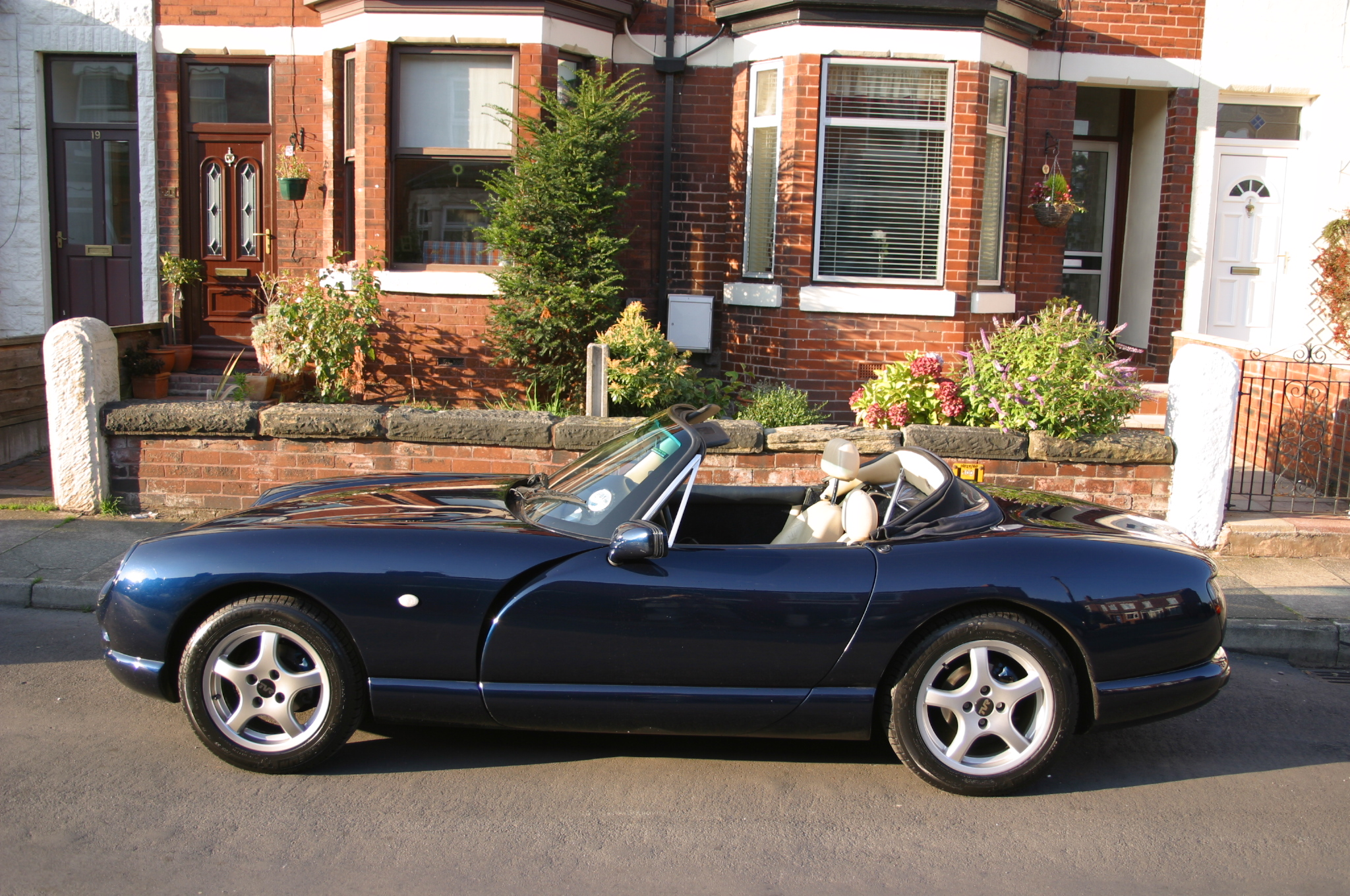
Chimaera 4.0 (1994) mit offenem Dach
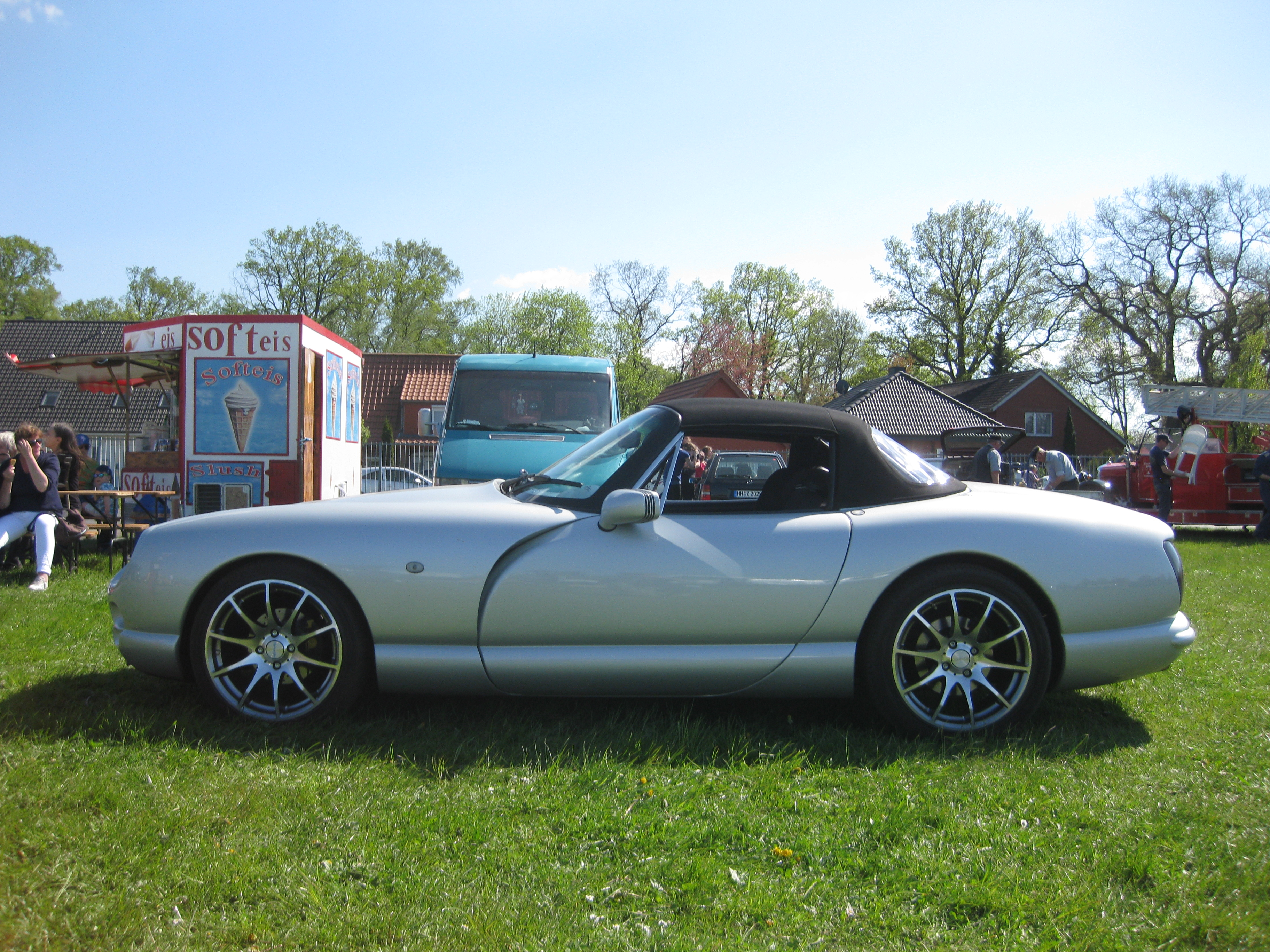
Seitenansicht mit geschlossenem Dach
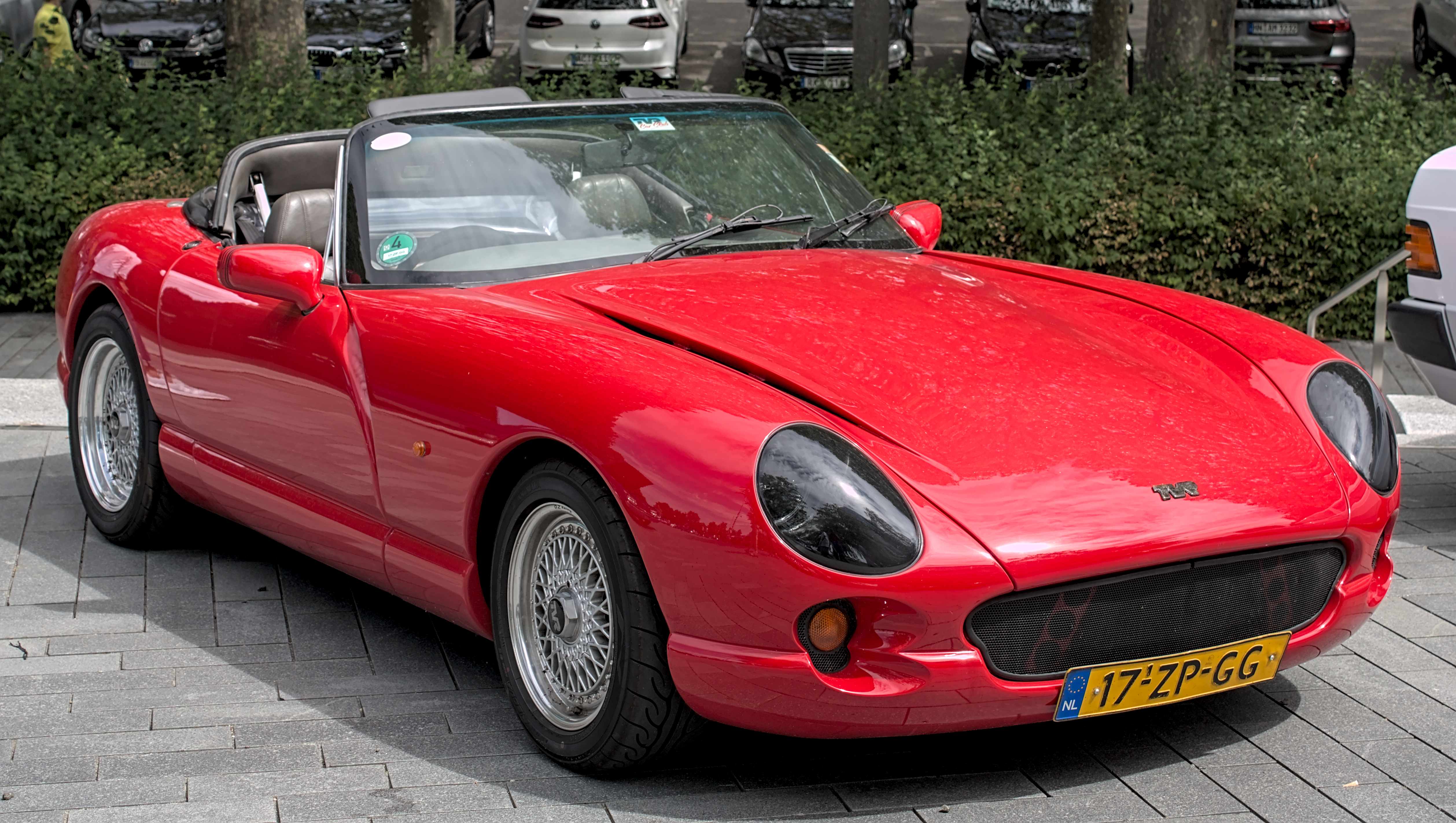
Frontansicht
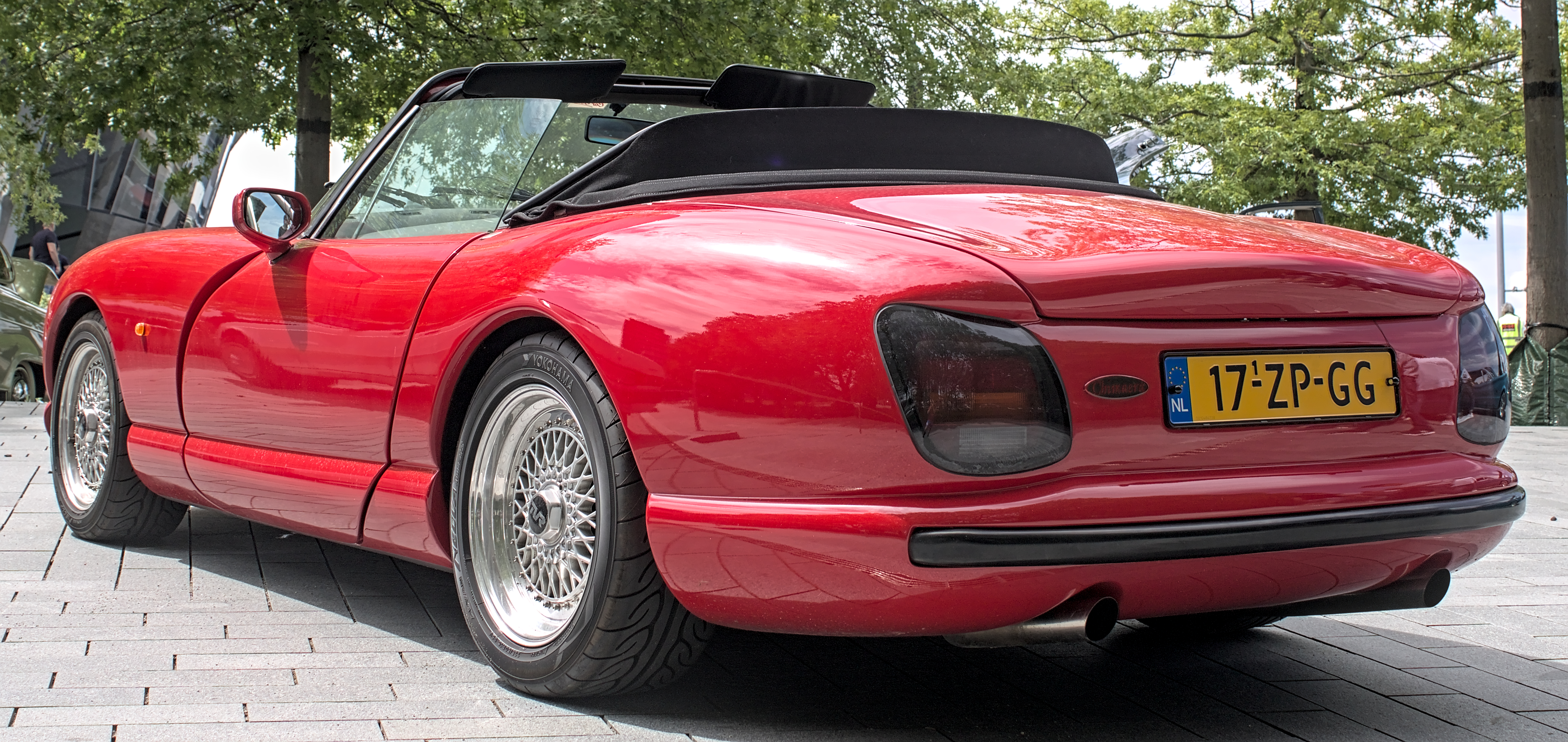
Heckansicht
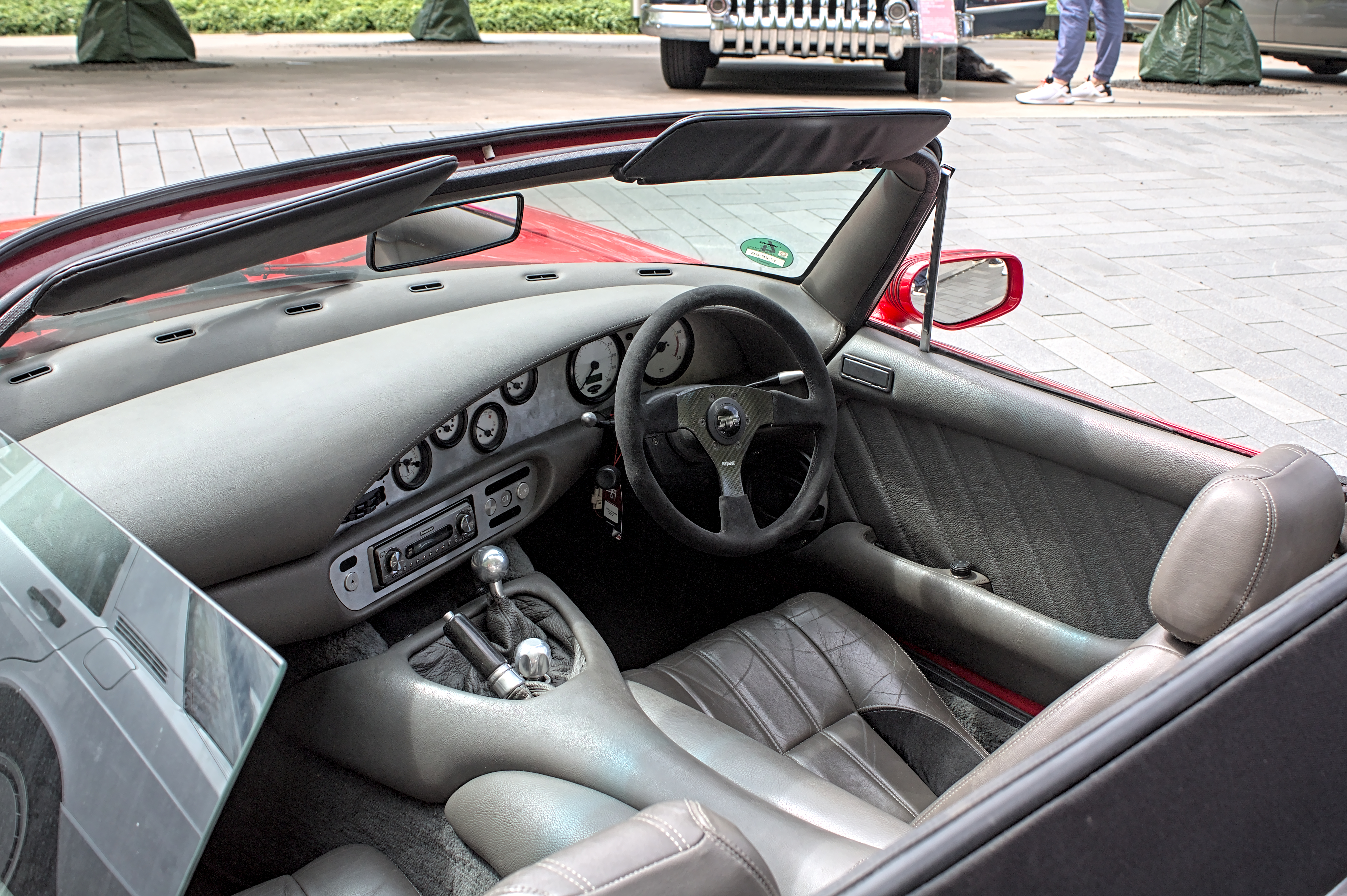
Innenraum eines Chimaera